# 태양은 내 것이다
태양은 내 것이다(태양은 내것이다)는 한국에서 제작된 변장호 감독의 1967년 영화이다. 이대엽 등이 주연으로 출연하였고 김길룡 등이 제작에 참여하였다.

## 출연

### 주연
- 이대엽
- 태현실
- 황정순

## 제작진
- 원작자: 추식
- 조명: 마용천
- 미술: 김응주